# San Diego Open 2022
San Diego Open 2022 là một giải quần vợt nam và nữ thi đấu trên mặt sân cứng ngoài trời. Đây là lần thứ 2 (nam) và lần thứ 1 (nữ) kể từ năm 2015 giải Southern California Open được tổ chức. Giải đấu là một phần của ATP Tour 250 trong ATP Tour 2022 và WTA 500 trong WTA Tour 2022. Giải đấu diễn ra tại Barnes Tennis Center ở San Diego, Hoa Kỳ, từ ngày 19 đến ngày 25 tháng 9 năm 2022 ở giải đấu nam, và từ ngày 10 đến ngày 16 tháng 10 năm 2022 ở giải đấu nữ.

## Nội dung đơn ATP

### Hạt giống
| Quốc gia | Tay vợt           | Xếp hạng1 | Hạt giống |
| -------- | ----------------- | --------- | --------- |
| GBR      | Dan Evans         | 25        | 1         |
| USA      | Jenson Brooksby   | 50        | 2         |
| USA      | Marcos Giron      | 60        | 3         |
| ESP      | Pedro Martínez    | 67        | 4         |
| USA      | Brandon Nakashima | 68        | 5         |
| CHI      | Alejandro Tabilo  | 69        | 6         |
| AUS      | James Duckworth   | 70        | 7         |
| USA      | J.J. Wolf         | 72        | 8         |

- 1 Bảng xếp hạng vào ngày 12 tháng 9 năm 2022.

### Vận động viên khác
Đặc cách:
- Brandon Holt
- Zachary Svajda
- Fernando Verdasco

Vượt qua vòng loại:
- Christopher Eubanks
- Mitchell Krueger
- Facundo Mena
- Emilio Nava

### Rút lui
Trước giải đấu
- Daniel Altmaier → thay thế bởi  Jason Kubler
- Cristian Garín → thay thế bởi  Steve Johnson
- Kwon Soon-woo → thay thế bởi  Stefan Kozlov
- Jiří Veselý → thay thế bởi  Christopher O'Connell

## Nội dung đôi ATP

### Hạt giống
| Quốc gia | Tay vợt            | Quốc gia | Tay vợt                   | Xếp hạng1 | Hạt giống |
| -------- | ------------------ | -------- | ------------------------- | --------- | --------- |
| MEX      | Santiago González  | ARG      | Andrés Molteni            | 65        | 1         |
| USA      | Nathaniel Lammons  | USA      | Jackson Withrow           | 129       | 2         |
| COL      | Nicolás Barrientos | MEX      | Miguel Ángel Reyes-Varela | 146       | 3         |
| SWE      | André Göransson    | JPN      | Ben McLachlan             | 147       | 4         |

- 1 Bảng xếp hạng vào ngày 12 tháng 9 năm 2022.

### Vận động viên khác
Đặc cách:
- Bradley Klahn /  Fernando Verdasco
- Keegan Smith /  Sem Verbeek

Thay thế:
- Jonathan Eysseric /  Artem Sitak

### Rút lui
- William Blumberg /  Alejandro Tabilo → thay thế bởi  Evan King /  Denis Kudla
- Robert Galloway /  Alex Lawson → thay thế bởi  Jonathan Eysseric /  Artem Sitak
- Cristian Garín /  Hans Hach Verdugo → thay thế bởi  Hans Hach Verdugo /  Treat Huey
- Max Purcell /  Luke Saville → thay thế bởi  Jason Kubler /  Luke Saville

## Nội dung đơn WTA

### Hạt giống
| Quốc gia | Tay vợt         | Xếp hạng1 | Hạt giống |
| -------- | --------------- | --------- | --------- |
| POL      | Iga Świątek     | 1         | 1         |
| ESP      | Paula Badosa    | 4         | 2         |
|          | Aryna Sabalenka | 5         | 3         |
| USA      | Jessica Pegula  | 6         | 4         |
| GRE      | Maria Sakkari   | 7         | 5         |
| USA      | Coco Gauff      | 8         | 6         |
| FRA      | Caroline Garcia | 10        | 7         |
|          | Daria Kasatkina | 11        | 8         |

- 1 Bảng xếp hạng vào ngày 3 tháng 10 năm 2022.

### Vận động viên khác
Đặc cách:
- Leylah Fernandez
- Maria Sakkari
- Sloane Stephens
- CoCo Vandeweghe

Bảo toàn thứ hạng:
- Bianca Andreescu
- Sofia Kenin

Vượt qua vòng loại:
- Louisa Chirico
- Caroline Dolehide
- Robin Montgomery
- Camila Osorio
- Ellen Perez
- Donna Vekić

Thua cuộc may mắn:
- Jil Teichmann
- Zheng Qinwen

### Rút lui
- Beatriz Haddad Maia → thay thế bởi  Liudmila Samsonova
- Anett Kontaveit → thay thế bởi  Bianca Andreescu
- Veronika Kudermetova → thay thế bởi  Jil Teichmann
- Petra Kvitová → thay thế bởi  Martina Trevisan
- Jeļena Ostapenko → thay thế bởi  Alison Riske-Amritraj
- Elena Rybakina → thay thế bởi  Zheng Qinwen

## Nội dung đôi WTA

### Hạt giống
| Quốc gia | Tay vợt                  | Quốc gia | Tay vợt        | Xếp hạng1 | Hạt giống |
| -------- | ------------------------ | -------- | -------------- | --------- | --------- |
| USA      | Coco Gauff               | USA      | Jessica Pegula | 11        | 1         |
| CAN      | Gabriela Dabrowski       | MEX      | Giuliana Olmos | 15        | 2         |
| USA      | Nicole Melichar-Martinez | AUS      | Ellen Perez    | 27        | 3         |
| USA      | Desirae Krawczyk         | NED      | Demi Schuurs   | 28        | 4         |

- 1 Bảng xếp hạng vào ngày 3 tháng 10 năm 2022.

### Vận động viên khác
Đặc cách:
- Alyssa Ahn /  Katherine Hui

### Rút lui
- Anna Danilina /  Beatriz Haddad Maia → thay thế bởi  Anna Danilina /  Aliaksandra Sasnovich

## Nhà vô địch

### Đơn nam
- Brandon Nakashima đánh bại  Marcos Giron, 6–4, 6–4

### Đơn nữ
- Iga Świątek đánh bại  Donna Vekić, 6–3, 3–6, 6–0

### Đôi nam
- Nathaniel Lammons /  Jackson Withrow đánh bại  Jason Kubler /  Luke Saville, 7–6(7–5), 6–2

### Đôi nữ
- Coco Gauff /  Jessica Pegula đánh bại  Gabriela Dabrowski /  Giuliana Olmos, 1–6, 7–5, [10–4]